# 8 milja (2002.)
8 Mile (hrv. 8 milja), američki dramski film iz 2002. godine, koji je režirao Curtis Hanson. Glavne uloge u filmu tumače Eminem, Kim Basinger, Brittany Murphy i Mekhi Phifer.
Filmska radnja smještena je u 1995. godinu, i zasnovana je na stvarnom životu odrastanja repera Eminema. 
Glavni lik u filmu je mladi reper Jimmy "B-Rabbit" Smith (Eminem), koji živi u prikolici u "prigradskom paklu" blizu Detroita, i pokušava da započne karijeru u hip-hopu, glazbenom žanru u kojem dominiraju Afroamerikanci.
Film je dobio naziv o autocesti čije je dužina 8 milja i koji se prostire duž granice okruga Wayne i Detroita gdje pretežno žive Afroamerikanci, odnosno okruga Oakland i okruga Macomb gdje pretežno žive bijelci.
Film je snimljen uglavnom u Detroitu i njegovoj i okolini, film je dobio pozitivne kritike i komercijalni uspjeh. 
Eminem je osvojio Oscar za najbolju originalnu pjesmu za pjesmu "Lose Yourself".

## Naziv
8 Mile (M-102) naziv je ceste koja dijeli Detroit na siromašni afroamerički dio i bogato bijelačko predgrađe. Bijeli protagonist Jimmy "B-Rabbit" Smith, često stoji pred odlukom da se preseli na drugu stranu 8 Mile ceste.

## Radnja filma
Godine 1995. u Detroitu, Jimmy "B-Rabbit" Smith (Eminem), radnik iz siromašne obitelji, bori se s različitim aspektima njegovog života. Nakon raskida s djevojkom, Jimmy "B-Rabbit" Smith  se vraća u kuće u Warrenu, da živi kod svoje majke, alkoholičarke Stephanie (Kim Basinger), njegove male sestre Lily (Chloe Greenfield) i partnera majke Grega (Michael Shannon).
Iako ga ohrabruju, njegovi prijatelji koji ga podržavaju kao repera, B-Rabbit brine se o svom potencijalu glazbenika, zbog njegovog nedostatka samopouzdanja. To mu uzrokuje paniku tijekom rep battle-a jedne noći na lokalnom mjestu pod nazivom "Prihvatilište" i on ga zbog treme napušta binu. 
Jimmy radi u tvornici automobila, ali kada zatraži dodatne smjene, njegov nadzornik odbija njegov zahtjev zbog njegovog uobičajenog kašnjenja na posao. Jimmy se prijateljuje s Alexom (Brittany Murphy), s kojom kasnije stupa u vezu. Vremenom, on počinje da preuzima više odgovornosti u svom životu.
Iako prosljeđuje glazbeni talent, Jimmy se muči da snimi demopjesmu. Zajedno s prijateljima prolazi kroz velike poteškoće, probleme sa suparničkim taborom, a kod kuće s majkom alkoholičarkom i sestrom koja je još dijete.

## Uloge
- Eminem – Jimmy "B-Rabbit" Smith, Jr.[4]
- Mekhi Phifer – Future
- Brittany Murphy – Alex Latourno
- Kim Basinger – Stephanie
- Anthony Mackie – Papa Doc
- Michael Shannon – Greg Buehl
- Eugene Byrd – Wink
- Evan Jones – Cheddar Bob
- Omar Benson Miller – Sol George
- De'Angelo Wilson – DJ Iz
- Taryn Manning – Janeane
- Proof – Lil' Tic
- Xzibit – Mike
- Craig Chandler – Paul
- Chloe Greenfield – Lily, Jimmy's sister
- John Singleton – Bouncer
- Miz Korona – Vanessa

## Nagrade
- Oscar za najbolju originalnu pjesmu

## Vanjske poveznice
8 Mile u internetskoj bazi filmova IMDb-a
- Pjesma "Lose Yourself"
- Službena stranica filma